# هنري هافلوك
اللواء السير هنري هافلوك الحاصل على وسام الحمام التكريمي (من 5 أبريل 1795 إلى 24 نوفمبر 1857): هو جنرال بريطاني عُرف بشكل خاص بأعماله بالهند واستعادته لكانبور أثناء ثورة الهند عام 1857 (حرب الاستقلال الأولى، ثورة الجندي الهندي).

## النشأة
ولد هنري هافلوك في فورد هول، بيشوبويرماوث (الآن في سندرلاند)، وهو ابن ويليام هافلوك، بنّاء سفن ثري، وجين، ابنة جون كارتر، محامٍ من ستوكتون أون تيز. كان الثاني من بين أربعة أشقاء، التحقوا جميعهم بالجيش. انتقلت العائلة إلى إنغريس بارك، غرينهايث، مقاطعة كنت، عندما كان هنري ما يزال طفلاً، توفيت والدته في عام 1811. من يناير عام 1800 حتى أغسطس عام 1804، التحق هنري بمدرسة دارتفورد بصفته تلميذًا مقيمًا في صالة الاستقبال مع الأستاذ، القس جون برادلي، وبعد ذلك وُضع مع شقيقه الأكبر في فندق عائلات الدكتور راين، مدير مدرسة شارتر هاوس، حتى بلغ 17 عامًا. من بين معاصريه في شارتر هاوس كان كونوب ثيرلوول، وجورج غروت، وويليام هيل، ويوليوس هير، وويليام نوريس، وكان الأخيران صديقين مقربين له. بعد وقت قصير من مغادرة مدرسة شارتر هاوس، فقد والده ثروته بسبب صفقة فاشلة، وباع إنغريس هول، وعاد إلى كليفتون.
وفقًا لرغبة والدته، دخل المعبد الأوسط في عام 1813، وأصبح تلميذًا لجوزيف شيتي، كان زميله الطالب توماس تالفورد. توقفت دراسات هنري القانونية بسبب سوء فهم حدث مع والده، وأصبح هافلوك يعيش على نفقته الخاصة، واضطر إلى التخلي عن مهنة القانون. بمساعدة من شقيقه وليام، الذي برز في حرب الاستقلال الإسبانية وفي معركة واترلو، حصل في 30 يوليو عام 1815، في سن 20، على رتبة ملازم ثانٍ في فوج المشاة الـ95، وكتيبة البنادق، وأُرسل إلى جانب النقيب هاري سميث، الذي شجعه على دراسة التاريخ العسكري وفن الحرب. حصل على ترقية برتبة ملازم أول في 24 أكتوبر عام 1821. خلال السنوات الثمانية التالية من خدمته في بريطانيا، قرأ جميع الأعمال النموذجية واكتسب معرفة جيدة بنظرية الحرب.

## الهند
في ظل عدم رؤية أي فرصة للخدمة الفعلية، قرر الذهاب إلى الهند، وفي نهاية عام 1822 نُقل إلى الفوج 13 (المشاة الخفيفة)، ثم عمل بأمرٍ من الرائد روبرت سيل، وانطلق مع الجنرال كيد في يناير عام 1823 إلى الهند. قبل الشروع، درس اللغات الفارسية والهندستانية جيدًا تحت يدي جون بورثويك غيلكريست. خلال الرحلة، تعرّف الضابط الشقيق، الملازم جيمس غاردنر، على معتقدات هافلوك الدينية التي تراجعت منذ وفاة والدته، لكن أصبحت منذ ذلك الوقت المبدأ التوجيهي في حياته.
خدم هافلوك بامتياز في الحرب الإنجليزية البورمية الأولى (1824-1826)، وبعد ذلك عاد إلى إنجلترا وتزوج هانا شيبرد مارشمان، ابنة المبشرين المسيحيين البارزين الدكتور والسيدة جوشوا مارشمان. في نفس الوقت تقريبًا أصبح معمدانيًا، إذ عمده السيد جون ماك في سيرامبور. قدم بعضًا من الأفكار التبشيرية الخاصة بعائلته الجديدة إلى الجيش، وبدأ بتوزيع الأناجيل على جميع الجنود. وكان يدرّس الكتاب المقدس في صفوف بجميع المستويات وأنشأ أول خدمات غير تابعة للكنيسة للموظفين العساكر.

### الحرب الأفغانية الأولى
بحلول الوقت الذي شارك فيه هافلوك في الحرب الأفغانية الأولى عام 1839، ترقى إلى رتبة نقيب. كان ياور مساعد لويلوغبي كوتون أثناء الاستيلاء على غزنة، في 23 مايو عام 1839، واحتلال كابل. بعد قضائه فترة قصيرة في البنغال لتأمين نشر مذكراته عن الحملة الأفغانية، عاد إلى كابل ليصبح مسؤولًا عن المجندين، وأصبح مترجمًا للجنرال ويليام جورج كيث إلفينستون.
في عام 1841، انضم إلى قوة السير روبرت هنري سيل، وشارك في الاحتفال الذي مر عبر المضائق الجبليّة في غلزائي وفي القتال من تيزين إلى جلال آباد. بعد حصار دام عدة أشهر، هزم صف العساكر أكبر خان وحققوا إفراجًا جماعيًا في 7 أبريل عام 1842. عندها أصبح نائبًا الفريق في فرقة المشاة في كابل، وفي سبتمبر، ساعد في حروب جدلاك، وتيزين، وفي الإفراج عن الأسرى البريطانيين في كابل، إلى جانب دوره البارز في استليف. ذهب بعد ذلك إلى حملة غواليور مترجمًا فارسيًا للسير هيو غوف، وتميز في مهراجبور في عام 1843، وأيضًا في حروب السيخ ضمن معارك مودكي وفيروزشا وسوبراون في عام 1845.
استغل وقت فراغه في إنتاج تقارير تحليلية عن المناوشات والمعارك التي شارك فيها. أُعيدت هذه الكتابات إلى بريطانيا ونُشرت في الصحف اليومية. بفضل خدماته العسكرية، أصبح نائب مساعد عام في بومباي. انتقل من فوج المشاة 13 إلى فوج 39، ثم رائدًا ثانيًا إلى فوج المشاة 35 في بداية عام 1849، وبعد ذلك بوقت قصير غادر إلى إنجلترا، حيث أمضى عامين وساهم في إدارة أكاديمية ستيبني المعمدانية، وانتقل بعدها بقليل إلى ريجنت بارك. عاد إلى الهند في عام 1852 وحصل على مزيد من الترقية: عُيّن ضابط تموين، ترقى إلى رتبة عقيد، وعُين قائدًا عامًا في الهند في نوفمبر عام 1854.

### ثورة الهند 1857-1859
في تلك السنة، اختير من قبل السير جيمس أوترام لقيادة فرقة في الحرب الأنجل فارسية، التي كان خلالها حاضرًا في قتال المحمرة (خرمشهر) ضد قوات ناصر الدين القاجاري تحت قيادة خانلار ميرزا. أطلق السلام مع بلاد فارس سراح قواته تمامًا عندما اندلعت الثورة الهندية، واختير لقيادة صف من الجيش لقمع الاضطرابات في الله أباد، لدعم السير هنري لورانس في لكناو وويلر في كانبور، ولمطاردة كل الثوار والمتمردين وتدميرهم. طوال شهر أغسطس، قاد هافلوك جنوده شمالًا عبر عوده (ولاية أتر برديش حاليًا)، وهزم جميع قوات المتمردين في طريقه، على الرغم من أن عددهم يفوق عدد أفراد جشيه بأبعاد. استثمر سنوات دراسته لنظريات الحرب وتجاربه في الحملات السابقة جيدًا.
تقدم ثلاث مرات لإغاثة لكناو، لكنه تراجع مرتين خوفًا من المجازفة بجنوده الذين أهدرتهم المعركة والمرض. وصلت التعزيزات أخيرًا بقيادة أوترام، وتمكن من الاستيلاء على لكناو في 25 سبتمبر عام 1857. ومع ذلك، وصلت قوة ثوار ثانية وحاصرت المدينة مرة أخرى. هذه المرة قُبض على هافلوك وقواته داخل الحصار.
توفي هناك في 24 نوفمبر عام 1857 بمرض الزحار، بعد أيام قليلة من رفع الحصار. عاش فترة طويلة بما يكفي لتلقي أخبار بأنه سيصبح بارونيت للمعارك الثلاثة الأولى من الحملة، لكنه لم يكن يعلم قط برتبة اللواء التي مُنحت له بعد ذلك بوقت قصير. كان معاشه كبارونيت يقدر بنحو 1000 جنيه إسترليني سنويًا بتصويت من البرلمان. تعين أيضًا عقيدًا لفوج المشاة 3 (شرق كنت) في ديسمبر؛ لأن أخبار وفاته لم تصل بعد إلى إنجلترا. مُنح شرف البارونيت بعد ذلك لابنه الأكبر هنري في يناير التالي، بينما مُنحت لأرملتة -بموجب أمر الأسبقية الملكي- الحقوق التي كانت ستحق لها لو كان زوجها قد نجا وأصبح بارونيت. فمنح البرلمان معاشات تقاعدية قدرها 1000 جنيه إسترليني سنويًا للأرملة والابن.

## روابط خارجية
- هنري هافلوك على موقع الموسوعة البريطانية (الإنجليزية)
- هنري هافلوك على موقع إن إن دي بي (الإنجليزية)